# Dunc Gray
Edgar Laurence (Dunc) Gray (Goulburn, 17 juli 1906 - Kiama, 30 augustus 1996) was een Australisch wielrenner.
Gray nam driemaal deel aan de Olympische Zomerspelen en won in 1928 de bronzen medaille op de 1km tijdrit, vier jaar later won Gray op dit onderdeel de gouden medaille in Los Angeles. Bij twee deelnames aan de British Empire Games (de latere   Gemenebestspelen) won hij goud op de 1km tijdrit in 1934 en op de sprint in 1938. 
Het baanwielrennen werd tijdens de Olympische Zomerspelen 2000 gehouden in The Dunc Gray Velodrome.

## Resultaten
| Jaar | WK | Olympische Zomerspelen  | Gemenebestspelen |
| ---- | -- | ----------------------- | ---------------- |
| 1928 |    | 1km tijdrit             |                  |
| 1932 |    | 1km tijdrit · 4e sprint |                  |
| 1934 |    |                         | 1km tijdrit      |
| 1936 |    | 5e sprint               |                  |
| 1938 |    |                         | sprint           |

1896: Paul Masson ·
1928: Willy Falck Hansen ·
1932: Dunc Gray ·
1936: Arie van Vliet ·
1948: Jacques Dupont ·
1952: Russell Mockridge ·
1956: Leandro Faggin ·
1960: Sante Gaiardoni ·
1964: Patrick Sercu ·
1968: Pierre Trentin ·
1972: Niels Fredborg ·
1976: Klaus-Jürgen Grünke ·
1980: Lothar Thoms ·
1984: Fredy Schmidtke ·
1988: Aleksandr Kiritsjenko ·
1992: José Manuel Moreno Periñan ·
1996: Florian Rousseau ·
2000: Jason Queally ·
2004: Chris Hoy